# Fabricio Benítez
Fabricio Javier Benítez Piriz (Città del Guatemala, 11 giugno 1975) è un ex calciatore guatemalteco, di ruolo centrocampista.

## Caratteristiche tecniche
Mediano, poteva giocare anche come terzino destro o come terzino sinistro.

## Carriera

### Nazionale
Ha debuttato in Nazionale l'8 febbraio 1998, in Guatemala-Giamaica (2-3), subentrando a Jorge Pérez al minuto 86. Ha partecipato, con la Nazionale, alla CONCACAF Gold Cup 1998 e alla CONCACAF Gold Cup 2002. Ha collezionato in totale, con la maglia della Nazionale, 19 presenze.

## Palmarès

### Club

#### Competizioni nazionali
- Campionato guatemalteco di calcio: 1

Cobán Imperial: 2003-2004 (Apertura)